# Палаюча луна
«Палаюча луна» /«Палаюче відлуння»(англ. Echo Burning) — детективний роман англійського письменника Лі Чайлда, виданий у 2001 році. Роман є п'ятим у циклі творів про колишнього військового поліцейського Джека Річера.

## Сюжет
На початку книги Джек Рчер вступає в бійку з хуліганом в техаському барі та ламає йому палець. Наступного дня в мотелі він помічає, що хуліган виявився місцевим поліцейським та разом з підкріпленням прийшов його затримати, тож Річер втікає через вікно санвузла.
Подорожуючи автостопом Річер підсідає до білого кадилаку молодої жінки ім'я Кармен Грір. Коли Річер дивується, що вона його підібрала та розказує, що причиною цього є те, що її чоловік, який перебуває у в'язниці за ухилення від сплати податків скоро виходить і продовжить її бити як це робив до цього. Її ситуація погіршується тим, що вона живе в його будику із свекрухою, не може себе забезпечити та боїться, що сім'я її чоловіка забере її дочку Еллі і саме вона повідомила про нього податкові органи. Кармен старанно шукає кандидатів, щоб вбити його, і вона вважає, що військовий досвід Річера допомогти зробити це.
Річер спочатку відмовляється, але побувши за межами машини на жарі повертається та погоджується подумати над її пропозицією, якщо вона відвезе його на ранчо та він дослідить ситуацію. Саме там живуть Кармен, її чоловік Слоуп, їх дочка Еллі та решта його родини, і Річер обіцяє бути її охоронцем та спробує їй допомогти. Після прибуття на ранчо Річер наймається працівником для догляду за кіньми та під час кінної прогулянки з Кармен Грір вчить її стріляти.
Також розповідається про дві групи, одна з яких спостерігає за домом та складаєьться з двох чоловіків і хлопця. Є також друга група — кіллери, які ліквідують групу спостерігачів та Аль Юджена — адвоката та друга Слоупа, який забезпечив його звільнення із в'язниці.
Іншим працівникам ранчо доручають побити Річера, проте він перемагає скалічивши їх. Після повернення на ранчо Річера арештовують техаські рейнжери. Проте, по дорозі у відділок вони отримують повідомлення, що Слоуп Грір застрелений. Після розслідування встановлено, що його застрелила Кармен Грір, яка після арешту зізнається та відмовляється від захисту громадського захисника — Аліси Аманди Аарон, яку для неї знайшов Річер.
Джек та Аліса встановлюють, що Слоуп, Юджен та їх друг Хак Уокер, помічник окружного прокурора округу Пекос замішані у вбивствах нелегальних іммігрантів. Річер приходить до висновку, що Хак організував вбивства, щоб захистити свої шанси у виборах, і що заставив Кармен зізнатися, погрожуючи життю її дочки Еллі. Джек влаштовує засідку на групу вбивць та вбиває двох із них. Хака вбиває мати Слупа, а пожежа, яка спалахує під час цього вбивства знищує ранчо. Джек Річер знаходить третього вбивцю в мотелі та запобігає вбивству Еллі.

## Основні персонажі
- Джек Річер — протагоніст, колишній військовий поліцейський, який наразі мандрує країною;
- Кармен Грір — молода латиноамериканка, яка взяла Річера попутником;
- Слоуп Грір — чоловік Кармен Грір;
- Аліса Аманда Аарон — громадський гзахисник (адвокат);
- Хак Уокер — помічний окружного прокурора.

## Видання
Автор закінчив писали книгу в березні 2000 року. У Великій Британії книга вийшла в квітні 2001 року, а в США у червні цього року.
Чайлд хотів, щоб Кармен Грір постала як персонаж, якому читачі не знають, чи варто довіряти чи ні. Він також розповів, як хотів, щоб Аліса Аманда Аарон, яка вчилась у Гарвардському університеті, вегетаріанка, лесбійка, адвокат, була відображенням того, наскільки різноманітна Америка. Щодо неї можна сказати, що «вона абсолютно нормальна в Нью-Йорку, але виродка в Техасі».

## Номінації на нагороди та відгуки
Книга отримала схвальні відгуки від Boston Globe, The New York Times Book Review, Denver Post, Orlando Sentinel та інших видань, які здійснюють рецензії книг.